# Relais mondiaux 2025
Navigation
Édition 2024 Édition 2026
Les Relais mondiaux de la World Athletics 2025 (en anglais : « 2025 World Athletics Relays ») se déroulent les 10 et 11 mai 2025 au Stade olympique du Guangdong de Canton (Guangzhou) en Chine. Il s'agit du report de l'édition de 2023 qui n'avait pas pu avoir lieu.
Six épreuves sont programmées : trois relais 4 × 100 m (masculin, féminin et mixte) et trois 4 × 400 m (masculin, féminin et mixte).

## Podiums
| Épreuves       | Or | Or               | Argent                                                                           | Argent           | Bronze                                                                                              | Bronze           |
| Hommes         | Hommes | Hommes           | Hommes                                                                           | Hommes           | Hommes                                                                                              | Hommes           |
| -------------- | --- | ---------------- | -------------------------------------------------------------------------------- | ---------------- | --------------------------------------------------------------------------------------------------- | ---------------- |
| 4 × 100 mètres | Afrique du Sud - Bayanda Walaza - Sinesipho Dambile - Bradley Nkoana - Akani Simbine                               | 37 s 61 WL       | États-Unis - Courtney Lindsey - Kenneth Bednarek - Kyree King - Brandon Hicklin  | 37 s 66          | Canada - Aaron Brown - Jerome Blake - Brendon Rodney - Andre De Grasse                              | 38 s 11          |
| 4 × 400 mètres | Afrique du Sud - Gardeo Isaacs - Udeme Okon - Leendert Koekemoer - Zakithi Nene                                    | 2 min 57 s 50 WL | Belgique - Jonathan Sacoor - Robin Vanderbemden - Daniel Segers - Alexander Doom | 2 min 58 s 19    | Botswana - Lee Eppie - Justice Oratile - Kabo Rankgwe - Leungo Scotch                               | 2 min 58 s 27    |
| Femmes         | |                  |                                                                                  |                  | |                  |
| 4 × 100 mètres | Royaume-Uni - Nia Wedderburn-Goodison - Amy Hunt - Bianca Williams - Success Eduan                                 | 42 s 21          | Espagne - Esperança Cladera - Jaël Bestué - Paula Sevilla - María Isabel Pérez   | 42 s 28          | Jamaïque - Natasha Morrison - Shelly-Ann Fraser-Pryce - Tina Clayton - Shericka Jackson             | 42 s 33          |
| 4 × 400 mètres | Espagne - Paula Sevilla - Eva Santidrián - Daniela Fra - Blanca Hervás                                             | 3 min 24 s 13 NR | États-Unis - Paris Peoples - Karimah Davis - Maya Singletary - Bailey Lear       | 3 min 24 s 72    | Afrique du Sud - Shirley Nekhubui - Miranda Charlene Coetzee - Precious Molepo - Zenéy van der Walt | 3 min 24 s 84 NR |
| Mixte          | |                  |                                                                                  |                  | |                  |
| 4 × 100 mètres | Canada - Sade McCreath - Marie-Éloïse Leclair - Duan Asemota - Eliezer Adjibi - Gabrielle Cole - Jacqueline Madogo | 40 s 30          | Jamaïque - Serena Cole - Krystal Sloley - Javari Thomas - Bryan Levell           | 40 s 44          | Royaume-Uni - Asha Philip - Kissiwaa Mensah - Jeriel Quainoo - Joe Ferguson                         | 40 s 88          |
| 4 × 400 mètres | États-Unis - Chris Robinson - Courtney Okolo - Johnnie Blockburger - Lynna Irby-Jackson                            | 3 min 9 s 54 CR  | Australie - Luke van Ratingen - Ellie Beer - Terrell Thorne - Carla Bull         | 3 min 12 s 20 OR | Kenya - David Sanayek Kapirante - Mercy Chebet - Brian Onyari Tinega - Mercy Adongo Oketch          | 3 min 13 s 10    |

## Classement
Les équipes classées premières de chaque épreuve remportent 8 points, la deuxième 7 points, la troisième 6, etc.
L'équipe qui est classée première remporte le témoin d'or (Golden Baton).
- La nation-hôte est en bleu lavande

| Rang | Nation | Points |
| ---- | ------ | ------ |
| 1er  |        |        |
| 2e   |        |        |
| 3e   |        |        |
| 4e   |        |        |
| 5e   |        |        |
| 6e   |        |        |
| 7e   |        |        |
| 8e   |        |        |